# Batrachoseps bramei
Espèce
Batrachoseps bramei est une espèce d'urodèles de la famille des Plethodontidae.

## Répartition
Cette espèce est endémique de Californie aux États-Unis. Elle se rencontre dans le bassin de la rivière Kern dans les comtés de Kern et de Tulare entre 860 et 1 280 m d'altitude dans le sud de la Sierra Nevada.

## Description
Les mâles mesurent sans la queue de 31,9 à 36,7 mm et les femelles de 31,7 à 39,3 mm.

## Étymologie
Cette espèce est nommée en l'honneur d'Arden H. Brame.

## Publication originale
- Jockusch, Martínez-Solano, Hansen & Wake, 2012 : Molecular and morphological diversification of slender salamanders (Caudata: Plethodontidae: Batrachoseps) in the southern Sierra Nevada with descriptions of two new species. Zootaxa, no 3190, p. 1-30 (texte intégral).